# Södra Lomtjärnen (Lycksele socken, Lappland)
Södra Lomtjärnen är en sjö i Lycksele kommun i Lappland och ingår i Umeälvens huvudavrinningsområde. Sjön har en area på 0,389 kvadratkilometer och ligger 282,1 meter över havet.

## Delavrinningsområde
Södra Lomtjärnen ingår i det delavrinningsområde (719080-162278) som SMHI kallar för Inloppet i Åtjärnen. Medelhöjden är 282 meter över havet och ytan är 28,59 kvadratkilometer. Räknas de 22 avrinningsområdena uppströms in blir den ackumulerade arean 299,85 kvadratkilometer. Lycksabäcken som avvattnar avrinningsområdet har biflödesordning 2, vilket innebär att vattnet flödar genom totalt 2 vattendrag innan det når havet efter 174 kilometer. Avrinningsområdet består mestadels av skog (94 procent). Avrinningsområdet har 1,2 kvadratkilometer vattenytor vilket ger det en sjöprocent på 4,2 procent.